# Xã Victor, Quận Osborne, Kansas
Xã Victor (tiếng Anh: Victor Township) là một xã thuộc quận Osborne, tiểu bang Kansas, Hoa Kỳ. Năm 2010, dân số của xã này là 11 người.